# Bridge (jogo de cartas)
Bridge ou brídege é um jogo de cartas, que usa a mecânicas de leilão e de vazas, jogado por dois pares de jogadores e com as 52 cartas de um baralho - 13 em cada naipe (♣Paus, ♦Ouros, ♥Copas e ♠Espadas)
Cada jogador de um par senta-se frente a frente tendo como referência os pontos cardeais: norte, sul, leste e oeste. O jogador que estiver sentado em Norte terá como parceiro o jogador em Sul (linha Norte-Sul) e estes terão como adversário o par de jogadores sentados em Este e Oeste (linha Este-Oeste). 
As cartas são distribuídas uma a uma pelo Dador no sentido dos ponteiros do relógio começando pelo adversário da esquerda (acabando-as no próprio Dador). 
Um jogo de bridge é dividido em duas partes, o leilão e o carteio e o objectivo do jogo é realizar o maior número de vazas possível. No leilão chega-se a um contrato que pode ser trunfado, isto é, existe um trunfo que poderá ser um dos 4 naipes (Paus, Ouros, Copas ou Espadas) ou Sem Trunfo (não existe trunfo). O par que ganhar o leilão vai tentar cumprir o contrato com que se comprometeu (fazer entre 7 e 13 vazas, jogando com ou sem trunfo). Do par que ganhou o leilão o jogador que primeiro falou no naipe (ou sem trunfo) que será jogado vai cartear e é denominado como o Declarante. O adversário à esquerda do Declarante joga a primeira carta (Carta de Saída) e o parceiro do Declarante (designa-se Morto) coloca as cartas na mesa (com o trunfo à direita), que ficam à vista de todos, e só jogará as que parceiro nomear.